# Xã Sioux Valley, Quận Jackson, Minnesota
Xã Sioux Valley (tiếng Anh: Sioux Valley Township) là một xã thuộc quận Jackson, tiểu bang Minnesota, Hoa Kỳ. Năm 2010, dân số của xã này là 192 người.